# 硼族元素
硼族元素，又稱13族元素、鋁族元素指元素週期表第13族（ⅢA族）元素，位于12族元素和碳族元素之间。硼族元素包含硼（B）、铝（Al）、镓（Ga）、铟（In）、铊（Tl）、鉨（Nh），其中硼為類金屬，其餘元素則為貧金屬。此外鉨為人造元素，具極高的放射性。它们的特征是都有三颗价电子。
在硼族元素中，硼被归类为类金属，而其它元素（可能包括鉨）被归类为贫金属。硼较为稀疏，这可能是因为宇宙射线产生的亚原子粒子轰击并破坏了其原子核。铝在地球中广泛存在，是丰度第三高的元素（8.3%）。镓在地球的丰度是13 ppm。铟是地壳中第61丰富的元素，而在地球中发现的铊含量适中。鉨是人造元素，不存在于自然界。
一些硼族元素在生态系统中具有生物学作用。硼是人体中的非必需微量元素，且对某些植物必不可少。缺乏硼会导致植物生长受阻，而过量的硼也会通过抑制植物生长而造成伤害。铝既无生物作用也无明显毒性，被认为安全。镓具有与铁蛋白结合的能力。铊和所有铊化合物都具有剧毒，会干扰多种重要酶的功能，因此被用作农药。

## 特性对比
| 元素名称 | 元素符号 | 原子半径（nm） | 主要化合价                | 状态（标况） | 单质熔点（℃） | 单质沸点（℃） |
| -------- | -------- | -------------- | ------------------------- | ------------ | ------------- | ------------- |
| 硼       | B        | 0.0795         | 0、+3                     | 固体         | 2300          | 2500          |
| 铝       | Al       | 0.118          | 0、+3                     | 固体         | 660           | 2467          |
| 镓       | Ga       | 0.126          | 0、+1、+3                 | 固体         | 29.8          | 2403          |
| 铟       | In       | 0.144          | 0、+1、+3                 | 固体         | 156.6         | 2080          |
| 铊       | Tl       | 0.148          | 0、+1、+3                 | 固体         | 303.5         | 1457          |
| 鉨       | Nh       | 0.136（推測）  | 0，+1，+2，+3，+5（推測） | 固體（推測） | 430（推測）   | 1100（推測）  |

和其他族一样，硼族元素的成员在电子构型中显示出规律，尤其是在电子壳层的最外层中，导致了它们的化学行为的趋势：
| Z   | 元素 | 每个电子层的电子数量            |
| --- | ---- | ------------------------------- |
| 5   | 硼   | 2、3                            |
| 13  | 铝   | 2、8、3                         |
| 31  | 镓   | 2、8、18、3                     |
| 49  | 铟   | 2、8、18、18、3                 |
| 81  | 铊   | 2、8、18、32、18、3             |
| 113 | 鉨   | 2、8、18、32、32、18、3（预测） |

如上所示，硼族元素在电子构型及其某些元素特征方面具有显着趋势。硼在其硬度，耐火度和不愿意参与金属键合的方面不同于其他硼族元素成员。反应性趋势的一个例子是硼与氢形成高反应性化合物的趋势。
尽管它们是p区元素，硼族元素的成员硼和铝一般违反八隅体规则，其中硼更严重。硼族元素只能将六个电子（在三个分子轨道中）放置在价电子壳层上。所有的硼族元素都是三价的。

### 化学性质
| 硼族元素的一些常见化合物 | 硼族元素的一些常见化合物 | 硼族元素的一些常见化合物 | 硼族元素的一些常见化合物 | 硼族元素的一些常见化合物 | 硼族元素的一些常见化合物 |
| 元素                     | 氧化物                   | 氢化物                   | 氟化物                   | 氯化物                   | 硫化物                   |
| ------------------------ | ------------------------ | ------------------------ | ------------------------ | ------------------------ | ------------------------ |
| 硼                       | (β/g/α)B2O3              | B2H6                     | BF3                      | BCl3                     | B2S3                     |
| 硼                       | B2O                      | B10H14                   | BF− 4                    |                          |                          |
| 硼                       | B6O                      | BH3                      | B2F4                     |                          |                          |
| 硼                       |                          | B5H9                     | BF                       |                          |                          |
| 硼                       | B6H12                    |                          |                          |                          |                          |
| 硼                       | B4H10                    |                          |                          |                          |                          |
| 硼                       | B 6H2− 6                 |                          |                          |                          |                          |
| 硼                       | B 12H2− 12               |                          |                          |                          |                          |
| 硼                       | B20H26                   |                          |                          |                          |                          |
| 铝                       | (γ/δ/η/θ/χ) Al2O3        | (α/α`/β/δ/ε/θ/γ) AlH3    | AlF3                     | AlCl3                    | (α/β/γ) Al2S3            |
| 铝                       | Al2O                     | Al2H6                    |                          |                          |                          |
| 铝                       | AlO                      | AlH4                     |                          |                          |                          |
| 铝                       | AlH− 4                   |                          |                          |                          |                          |
| 镓                       | (α/β/δ/γ/ε) Ga2O3        | Ga2H6                    | GaF3                     | GaCl3                    | GaS                      |
| 镓                       |                          | GaH4                     |                          | GaCl2                    |                          |
| 镓                       |                          | GaH3                     |                          | Ga2Cl4                   |                          |
| 镓                       |                          |                          | Ga2Cl6                   |                          |                          |
| 镓                       |                          |                          | GaCl− 4                  |                          |                          |
| 镓                       |                          |                          | Ga 2Cl− 7                |                          |                          |
| 铟                       | In2O3                    | InH3                     | InF3                     | InCl3                    | (α/β/γ) In2S3            |
| 铟                       | In2O                     |                          |                          |                          |                          |
| 铊                       | Tl2O3                    | TlH3                     | TlF                      | TlCl                     |                          |
| 铊                       | Tl2O                     | TlH                      | TlF3                     | TlCl3                    |                          |
| 铊                       | TlO2                     |                          | TlF3− 4                  | TlCl2                    |                          |
| 铊                       | Tl4O3                    |                          | TlF2− 3                  | Tl2Cl3                   |                          |
| 鉨                       | (Nh2O)                   | (NhH)                    | (NhF)                    | (NhCl)                   | NhOH                     |
| 鉨                       | (Nh2O3)                  | (NhH3)                   | (NhF3)                   | (NhCl3)                  |                          |
|                          |                          |                          | (NhF− 6)                 |                          |                          |

#### 氢化物
硼族元素的反应性随着原子序的增加而增加。第一个硼族元素硼在非高温下不活泼。尽管如此，它可以形成大量的氢化物，也就是硼烷。最简单的硼烷是乙硼烷，化学式B2H6。甲硼烷只在气态状态中发现。另一种硼烷的例子是B10H14。
接下来的硼族元素，铝和镓形成的氢化物较少，尽管AlH3和GaH3都存在。再下一个硼族元素铟，不会形成很多的氢化物，除了在一些配合物中，如：膦配合物H3InP(Cy)3。在任何实验室中都没有合成到稳定的铊氢化合物。

#### 氧化物

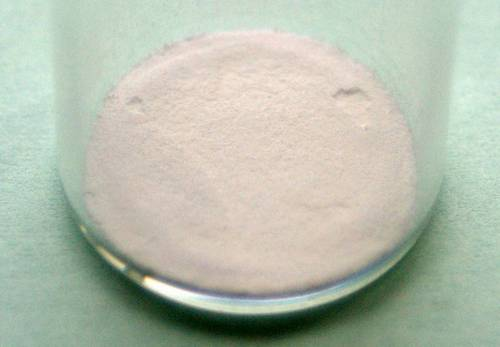
三氧化二硼（B_{2}O_{3}），一种硼氧化物

已知所有的硼族元素都能形成三价氧化物，它们的两个原子和三个氧原子以共价键结合。这些元素显示出pH增加（从酸性变为碱性）的趋势。三氧化二硼（B2O3）是弱酸性的，三氧化二铝和三氧化二镓（化学式分别为Al2O3和Ga2O3）是两性的，三氧化二铟（In2O3）是近两性的，而氧化铊（Tl2O3）是路易斯碱，因为它在酸中分解并形成盐。它们都是稳定的，不过氧化铊在875℃以上的高温分解。

#### 卤化物
硼族元素也可以和卤素形成化合物，尤其是通式为MX3的化合物（M是硼族元素，X是卤素）第一个卤素氟，可以和所有试过于氟化合的元素反应（除了氖和氦，以及有争议的砹），硼族元素也无一例外。甚至有人假设，在鉨由于放射性而衰变之前，它可以与氟反应，形成NhF3。氯也可以和所有硼族元素，包括铊反应并形成稳定化合物，并被假设可以与鉨反应。所有硼族元素都在一些条件下与溴反应，不过剧烈度比氟和氯的弱。碘会和元素周期表中所有天然元素反应，除了稀有气体和硫。值得一提的是碘和铝反应形成AlI3有爆炸性。最重的卤素砹，由于其放射性和半衰期短，只合成了很少的砹化合物，且没有一种被报告的化合物含有砹和除了硼以外的其它硼族元素形成的键（At-B键已被发现），尽管科学家认为砹应该与金属反应形成盐。

### 物理性质
人们已经注意到硼族元素具有相似的物理性质，尽管硼大多是当中的例外。例如，除硼以外，硼族元素中的所有元素都是软的物质。此外，硼族元素中的所有其他元素在中等温度下均有相对高的活性，而硼的反应性仅在非常高的温度下才可以和其它硼族元素比较。所有硼族元素共有的一个特征是在它们具有三颗价电子。硼是类金属，在室温下是热绝缘体和电绝缘体，但在高温下是良好的热和电导体。除硼外的硼族元素在正常条件下是良导体。这与长期以来的广义化一致，即所有金属的导热性和导电性均优于大多数非金属。

### 氧化态
惰性电子对效应影响了硼族元素，尤其是重硼族元素，如铊。这使得硼族元素最稳定的氧化态发生变化。在轻硼族元素中，+3氧化态最稳定，不过+1氧化态随着原子序的变化逐渐稳定，成为铊的最稳定氧化态。硼可以形成低氧化态+1或+2，铝也是如此。镓可以形成氧化态+1、+2和+3的化合物。铟的性质类似镓，不过它的+1氧化态比更轻的硼族元素稳定。惰性电子对效应的影响在铊达到最高点，一般只形成稳定的+1氧化态，尽管强氧化性的+3氧化态在某些化合物中被发现。已有報吿表明一些稳定镓、铟和铊自由基的形式氧化态为+2。鉨可能有+5氧化态。

### 周期性
当人们观察硼族元素的特性时，可能会注意到一些趋势。硼族元素的沸点随原子序而下降，而密度则趋于上升。

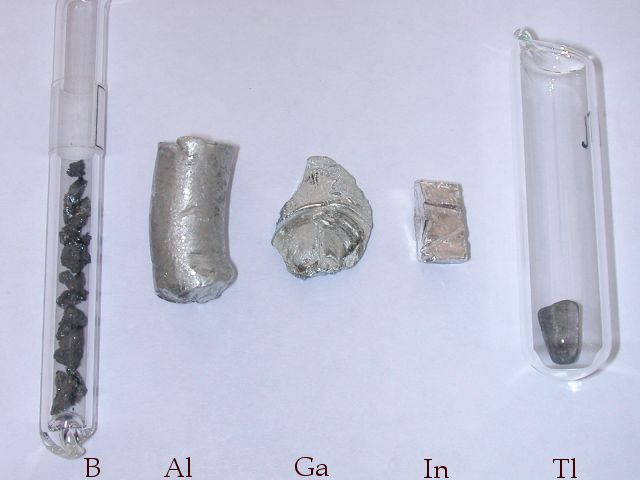
5个稳定的硼族元素样本

| 元素 | 沸点   | 密度（g/cm3） |
| ---- | ------ | ------------- |
| 硼   | 4,000℃ | 2.46          |
| 铝   | 2,519℃ | 2.7           |
| 镓   | 2,204℃ | 5.904         |
| 铟   | 2,072℃ | 7.31          |
| 铊   | 1,473℃ | 11.85         |

### 核子性质
除了人造元素鉨以外，其它硼族元素都有稳定同位素。由于它们的原子序都是奇数，硼、镓和铊都只有两个稳定同位素，而铝和铟都是单一同位素元素，只有一个稳定同位素，尽管大部分的铟都是弱放射性的115In。10B和11B都是稳定的，而其它稳定的硼族核素有27Al、69Ga、71Ga、113In、203Tl和205Tl。自然界中很容易发现上述的同位素。但理论上，原子数大于66的所有同位素都被认为对α衰变不稳定，也就是可能发生α衰变。相反，所有原子序数小于或等于66的元素（Tc、Pm、Sm和Eu除外）具有至少一种在理论上对所有形式的衰变稳定的同位素（质子衰变除外，它从未被观察到，还有自发裂变在理论上对于原子序数大于40的元素是可能发生的）。
和所有元素一样，硼族元素也具有放射性同位素，这些同位素要么以自然界中痕量同位素的量发现，要么以核合成的形式产生。在不稳定硼族核素中，最稳定的核素是铟的同位素115In，有長達4.41×1014年的半衰期。尽管它具有微弱的放射性，但这种同位素构成了所有天然铟的绝大部分。半衰期最短的硼族核素是7B，半衰期为350±50×10−24 s，是硼的同位素中最短的，也是可以测量半衰期的硼同位素中，半衰期最短的。一些放射性同位素在科学研究中具有重要作用。少数用于商业用途的商品生产，或者很少用作成品的组成部分。

## 历史
多年来，硼族元素有很多种名字。根据以前的惯例，硼族元素在欧洲命名系统中为ⅢB组，在美国则为ⅢA组。硼族元素还有两个名称，土族金屬（英語：earth metals）和三价元素（英語：triels）。后者的名称来源于拉丁语前缀tri-（三），代表硼族元素无一例外，都有三颗价电子。
硼早就被古埃及人所知，不过只存在于矿物硼砂。这种类金属在1808年之前仍未知其单质形态，直到汉弗里·戴维用电解的方法分离出硼。戴维设计了一个实验，其中他将含硼的化合物溶解在水中，并向其中传递电流，使该化合物的硼元素被分离成纯净状态。为了产生更多的硼，他从电解法转向用钠还原法。戴维把今天叫做硼的元素命名为boracium。同时，两名法国化学家约瑟夫·路易·盖-吕萨克和路易·特纳则使用铁还原硼酸来取得硼。他们生产的硼被氧化成氧化硼。
铝像硼一样，最初在矿物中广为人知，之后才从明矾中提取出来，是世界某些地区的常见矿物。那时，安托万-洛朗·德·拉瓦锡和汉弗里·戴维都各自尝试将其提取。尽管他们的尝试都失败了，戴维给出了这个金属今天的名字。直到1825年，丹麦科学家汉斯·奥斯特才成功地制备了不纯的铝。随后进行了许多改进，弗里德里希·维勒仅在两年后就取得了重大进步，他的稍加修改的程序仍然产生了不纯的铝。第一个纯铝样品的获得归功于亨利·圣克莱尔·德维尔，他在该程序中用钠代替了钾。当时，铝被认为是贵重的金属，并在金银之类的金属旁边展示。1880年代，查尔斯·马丁·霍尔和保罗·埃鲁开发了溶解在冰晶石中的氧化铝电解的方法，沿用至今。

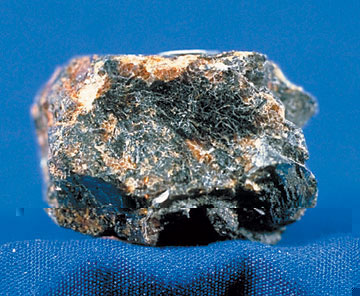
矿物闪锌矿，在其中可能会出现铟。

铊，最重的稳定硼族元素，由威廉·克鲁克斯和克洛德-奥古斯特·拉米在1861年发现。不像镓和铟，铊没有被德米特里·伊万诺维奇·门捷列夫预测，因为在门捷列夫发明元素周期表之前，铊就被发现了。因此直到1850年代，克鲁克斯和拉米在研究硫酸生产中的残留物时，才真正找到了铊。在铊的光谱中，他们看到了一条全新的谱线，是深绿色的。因此，克鲁克斯以希腊文单词θαλλός（thallos，指绿芽或嫩枝）来命名这个元素。拉米之后生产出更多的铊，并确定了其大部分化学和物理性质。
铟是第四个硼族元素，但它比第三个硼族元素早发现，比第五个硼族元素迟发现。在1863年，斐迪南·赖希和他的助手，希罗尼穆斯·特奥多尔·里赫特从矿物闪锌矿（ZnS）寻找那时的新元素铊的光谱线。赖希用了一圈铂金属啦加热矿石，并观察了光谱仪中出现的线条。他看到了一条新的靛蓝色线，而不是他期望看到的绿色线（铊的光谱）。他们断定这条靛蓝色线必须来自新元素，因此以它所产生的独特靛蓝色（拉丁語：indicum）光谱命名。
在1875年8月发现镓元素之前，人们还不知道含镓矿物。这是元素周期表的发明者德米特里·伊万诺维奇·门捷列夫六年前预测存在的元素之一。法国化学家保罗·埃米尔·勒科克·德布瓦博德兰在检查闪锌矿中的光谱线时，发现了矿石中有新元素的迹象。在短短三个月内，他就能生产出一个新元素样品，然后将其溶解在氢氧化钾（KOH）溶液中并向其中传递电流，从而将其纯化。下个月，他向法国科学院介绍了他的发现，并以高卢（Gaul，也就是现在的法国）的希腊名命名了这一新元素。
硼族中最后被确认的元素是鉨，但它并不是在自然界中发现的，而是被人工合成的。鉨元素的合成是由俄罗斯的杜布纳联合原子核研究所团队和美国的劳伦斯利弗莫尔国家实验室首次报道的，尽管杜布纳的团队于2003年8月成功进行了该实验。他们在镆的衰变链中发现了鉨。该衰变链产生了一些稀有的鉨原子。结果于次年1月发布。从那时起，已经合成了约13个鉨原子，并对各种同位素进行了表征。然而，他们的结果不符合发现新元素的严格标准。之后，IUPAC认可了2004年在理化学研究所直接合成鉨的实验。

### 命名
硼这个名字来自阿拉伯语，意思是矿物硼砂（بورق，boraq），在提取硼之前，人们就已经知道的含硼矿物。-on这个后缀来自carbon。因此，硼的名称可以视为硼砂（borax）和碳（carbon）的混成词。铝在1800年代初被汉弗里·戴维命名。它源自希腊语alumen（意指苦盐）或拉丁语alum（意指矾）。镓源自拉丁语Gallia，指的是它被发现的地方，法国（旧称高卢）。铟来自拉丁语indicum，意思是靛蓝，指该元素突出的靛蓝光谱线。铊，类似铟，是由光谱中突出的颜色的希腊文命名。它是以希腊文thallos命名的，意为绿色的树枝或芽。鉨这个名称来自發現地日本的日語羅馬字Nihon。

## 存在与丰度

### 硼
硼的原子序为5，是非常轻的元素。它在自然界中几乎找不到单质，丰度也非常的低，只有地球地壳的0.001%（10 ppm）。它存在于一百多种不同的矿物和矿石中。硼的主要来源是硼砂，但它也存在于硬硼钙石、方硼石、kernite、tusionite、水硼铍石和氟硼镁石中。世界上主要的硼开采国包括美国、土耳其、阿根廷、中國大陸、玻利维亚和秘鲁。迄今为止，土耳其是最主要的硼开采国，约占世界所有硼开采量的70%。美国则位居第二，其大部分的硼来自加利福尼亚州。

### 铝
铝和硼非常不同，它是地壳中最多的金属，也是第三多的元素。它组成了地壳的8.2%（82,000 ppm），仅次于氧和硅。它类似硼，几乎不存在天然的单质。这是由于铝会和氧结合，形成各种氧化铝。现在人们已知道，铝几乎与硼一样存在于多种矿物中，包括石榴石、绿松石和绿柱石，但主要来源是矿石铝土矿。世界上最主要的铝开采国是加纳，苏里南，俄罗斯和印度尼西亚，其次是澳大利亚、几内亚和巴西。

### 镓
镓在地壳中相对稀有，且没有像硼和铝一样有很多种矿物。它在地壳中的丰度是0.0018%（18 ppm）。与其他元素相比，镓的产量非常低，但随着提取方法的改进，这几年来镓的产量大大增加。镓可在多种矿石（包括铝土矿和闪锌矿）以及诸如硬水铝石和germanite的矿物中找到。在煤中也发现了痕量的镓。包括gallite（CuGaS2）在内的一些矿物中镓的含量更高，但这些矿物质很少被认为是镓的主要来源，它们对世界镓供应的贡献也微不足道。

### 铟
铟是硼族元素中另一稀有元素。它的丰度比镓少的多，僅有0.000005%（0.05 ppm），是地壳中第61多的元素。已知几乎没有含铟的矿物，它们都很稀有：一个铟矿的例子是硫铟铁矿。铟存在于几种锌矿石中，但数量很少。同理，一些铜和铅矿石含有痕量的铟。与大多数在矿石和矿物中发现的其他元素一样，近年来铟的提取工艺变得更加高效，最终导致了更高的产量。加拿大是铟储量最多的国家，但是美国和中國大陸的铟储量都可以和加拿大比较。

### 铊

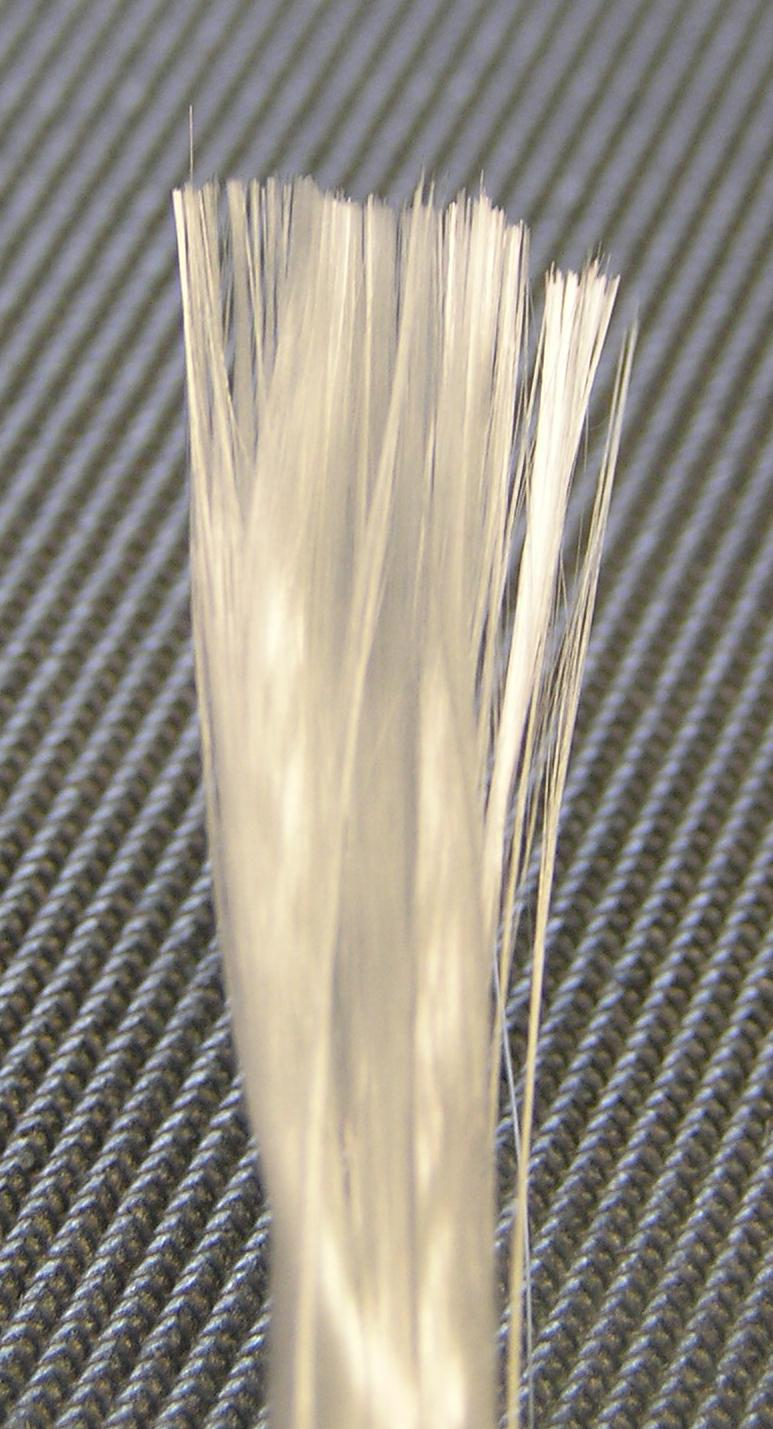
一小捆玻璃纤维

铊在地壳中既不稀少也不常见。它的丰度预测为0.00006%（0.6 ppm）。铊是地壳中第56常见的元素，比铟丰富得多。它可在地面上一些岩石，土壤和粘土中发现。铁、锌和钴的许多硫化物矿石里都含有铊。铊在矿物中发现的含量适中，例如crookesite（铊被发现的矿物）、lolandite、routhierite、bukovite、hutchinsonite和sabatierite。还有其他含铊矿物，其中含有少量的铊，但它们非常稀有，不能作为铊的主要来源。

### 鉨
鉨不存在于自然界，但可以在实验室中合成。是人造元素，没有稳定同位素。

## 应用
除人造元素鉨外，硼族元素應用廣泛。

### 硼
硼在最近几十年中发现了许多工业应用，并且仍一直发现新的工业应用。硼常见的应用是用于玻璃纤维中。硼硅酸盐玻璃的市场正在迅速扩大。硼硅酸盐玻璃特殊的品质中，最引人注目的是它比普通玻璃对热胀冷缩的抵抗力强得多。硼及其衍生物在商业上的另一种广泛使用是用于陶瓷中。一些硼化合物，特别是氧化物，具有独特而有价值的特性，导致它们替代了其他不太有用的材料。硼在锅、花瓶、盘子和陶瓷锅柄中可能具有绝缘性。
硼砂可用于衣服和牙齿的漂白剂。硼及硼的某些化合物的硬度使其具有广泛的用途。一小部分硼（5%）会用于农业。

### 铝
铝在日常生活中有许多常见用途。它是建筑材料中最常使用的元素。在电气设备中，特别是在电缆中以及在用于烹饪和保存食物的工具和容器中，铝可以作为导体。铝不与食物发生反应，对罐头生产特别有用。它对氧的高亲和力使其成为一个强还原剂。细粉状的纯铝在空气中会迅速氧化，从而在过程中产生高温（5500℉或3037℃下燃烧），从而在放热焊接等需要高温的工业过程中有用。铝合金可用于制造飞机的机身。 铝还会加入汽车的框架和车身中，在军事装备中也有类似的应用。铝不太常见的用途包括装饰部件和用于一些吉他。铝还被用于各种电子产品中。

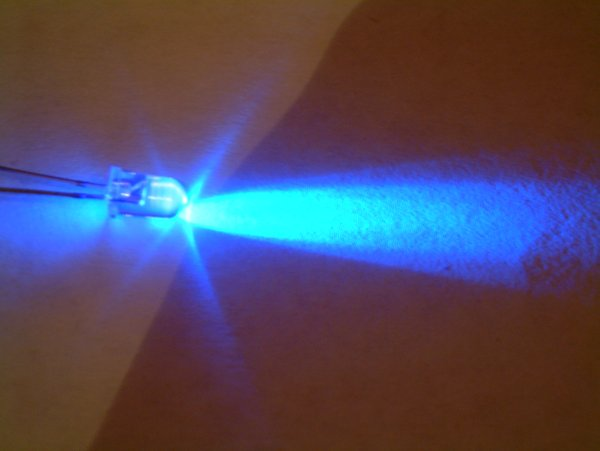
镓是蓝色LED主要成分之一

### 镓
镓及其衍生物仅在最近几十年才被发现其用处。砷化镓已用于FM发射器电路中的半导体、放大器、太阳能电池（如卫星用太陽能電池）和隧道二极管。镓合金主要用于牙科目的。氯化镓铵可用作晶体管中的引线。镓的主要应用是LED照明。镓具有能够“润湿”玻璃和瓷器的特性，因此可以用来制造镜子和其他高反射率的物体。镓可以加入到其它金属或合金里，以降低它们的熔点。

### 铟
铟的用途可以分成四部分：70%用于涂料，通常以氧化铟锡（ITO）的形式使用；12%用于合金和焊料；另外12%用于电气部件和半导体；最后6%用于其它用途。电镀、轴承、显示设备、热反射器、磷光体和核控制棒中都有铟的應用。氧化铟锡已被发现有广泛的应用，包括玻璃涂层、太阳能板、路灯、电光显示器（EPD）、电致发光显示器（ELD）、等离子显示面板（PDP）、电化学显示器（EC）、场发射显示器（FED）、钠灯、挡风玻璃和阴极射线管，使其成为最重要的铟化合物。

### 铊
铊比其他硼族元素更常以其元素形式使用。未配混的铊可用于低熔点玻璃、光电电池、开关、用于低范围玻璃温度计的汞合金和铊盐。它可以在灯具和电子设备中找到，也可以用于心肌灌注成像。人们已经研究了在半导体中使用铊的可能性，并且在有机合成中是已知的催化剂。氢氧化亚铊（TlOH）可用于制备其它铊化合物。硫酸亚铊（Tl2SO4）是一种出色的杀害虫剂，它是某些大鼠和小鼠毒物中的主要成分。但是，美国和一些欧洲国家已禁止使用该物质，因为该物质对人类具有高毒性。但是在其他国家，该物质的市场正在增长。Tl2SO4也用于光学系统。

## 生物作用
硼族元素在复杂动物中均没有主要的生物学作用，但其中至少有一部分与生物有关。和其它族一样，越轻的硼族元素就有越多的生物作用。很重的硼族元素都有毒，在其它族中也是如此。硼在大多数植物中都是必不可少的，其细胞将其用于增强细胞壁等目的。它在人体中被发现，被肯定是一种矿物质，但有关硼在人类营养中的重要性的争论仍未停止。硼的化学作用确实使其能够与碳水化合物等重要分子形成络合物，因此，它在人体中的用途可能比以前人们认为的要大。硼在某些功能上，特别是在伤口愈合方面能够替代铁。铝在植物或动物中没有已知的生物学作用。镓不是人体必需元素，但它与铁(III)的关系使其可以与运输和存储铁的蛋白质结合。镓还可以刺激新陈代谢。铟及类似的铟化合物没有生物学作用，尽管小剂量的铟盐和镓盐一样，可以刺激新陈代谢。

## 毒性
硼族元素在劑量足夠時都可能有毒。其中一些仅对植物有毒，一些仅对动物有毒，而另一些对两者都有毒。
已有硼中毒研究發現超过20 mM的硼会损害大麦。植物中的硼中毒症状很多，使研究复杂化：包括细胞分裂减少，枝条和根部生长减少，叶绿素产量降低，光合作用受到抑制，气孔导度降低，质子从根部挤出和木质素与亚精蛋白的沉积。
少量铝不会产生明显的毒性危害，但是非常大剂量的铝会产生轻微的毒性。尽管镓可能会产生一些轻微的影响，但它未被认为具有毒性。铟是无毒的，可以采取与镓几乎相同的预防措施来处理，但是铟的某些化合物具有轻度至中度的毒性。
与镓和铟不同，铊具有剧毒，并导致了许多因为铊中毒而死亡的案件。铊中毒最显着的效果，即使是很小的剂量，也很明显，那就是遍布全身的脱发。不过，铊中毒也会引起多种其他症状，破坏并最终使许多器官的功能停止。铊化合物近乎无色，无味和无臭的性质已导致杀手使用它们。当将铊（及类似的剧毒化合物，硫酸亚铊）注入大鼠和其他害虫中时，各种铊中毒频繁发生。因此，自1975年以来，包括美国在内的许多国家都禁止使用含铊农药。
鉨是高度不稳定的放射性元素，会进行α衰变。由于其强大的放射性，尽管尚未合成出大量的鉨（至多几个原子），但它肯定具有极高的毒性。但由於鉨只存在於核實驗室等受管制的輻射區域，因此絕大多數人不可能接觸甚至攝入鉨元素。